# Михалёв, Андрей Николаевич
Андрей Николаевич Михалёв (25 октября 1923, Железное, Киргизская АССР — 11 мая 1990, Курган) — комбайнер Петуховской МТС Курганской области, Герой Социалистического Труда (1952). Участник Великой Отечественной войны, гвардии сержант.

## Биография
Андрей Николаевич Михалёв родился 25 октября 1923 года в крестьянской семье в селе Железном Пресновской волости Петропавловского уезда Акмолинской губернии Киргизской АССР РСФСР, ныне село входит в Пресновский сельский округ Жамбылского района Северо-Казахстанской области Республики Казахстан. Русский.
Рано остался без отца. В 1930 году семья Михалёвых переехала на жительство в деревню Пенькова Стрелецкого сельсовета Петуховского района Уральской области (4 февраля 1964 года деревня исключена как сселившаяся, территория ныне входят в Петуховский муниципальный округ Курганской области). Здесь он окончил пять классов.
Начал работать прицепщиком на тракторе, был направлен на курсы механизаторов. С весны 1938 года работал трактористом и комбайнером Петуховской МТС. Уже в первый год работы получил за ударный труд Почетную грамоту.
В марте 1942 года был призван Петуховским РВК Челябинской области в Рабоче-крестьянскую Красную Армию. Боевой путь начал в составе 119-й стрелковой дивизии, был тяжело ранен. После госпиталя обучался в танковом училище. С 1943 года воевал в 1-й батарее Паркового дивизиона 4-й гвардейской тяжелой минометной бригады, шофер в экипаже легендарной «Катюши». Гвардии сержант. Беспартийный. За мужество в боях был награждён двумя боевыми орденами, медалью «За отвагу». Осенью 1945 года был демобилизован.
Вернулся домой и снова работал в Петуховской МТС механизатором широкого профиля. За штурвалом комбайна «Сталинец-8» работал на полях колхоза им. Сталина. Летом — осенью 1950 года намолотил 12662 центнера зерна, перевыполнив свои обязательства. За ударный труд летом 1951 года награждён орденом Ленина.
В уборочную 1951 года экипаж убрал 1003 гектара хлебов, намолотив с каждого из них по 13 центнеров зерна, с убранной площади за 35 рабочих дней 8991 центнер зерновых культур. Был представлен для участия на Всесоюзной сельскохозяйственной выставке в Москве.
Указом Президиума Верховного Совета СССР от 24 мая 1952 года «в соответствии с Указом Президиума Верховного Совета СССР от 27 апреля 1950 года за достижение высоких показателей на уборке и обмолоте зерновых культур в 1951 году» Михалёву Андрею Николаевичу присвоено звание Героя Социалистического Труда с вручением ордена Ленина и Золотой медали «Серп и молот».
После упразднения МТС работал шофером в совхозе Стрелецкий и Петуховском военкомате.
Последние годы жил в городе Кургане Курганской области.
Андрей Николаевич Михалёв умер 11 мая 1990 года. Похоронен на кладбище села Кетово Кетовского сельсовета Кетовского района Курганской области, ныне село — административный центр Кетовского муниципального округа той же области.

## Награды
- Герой Социалистического Труда, 24 мая 1952 года
  - Орден Ленина
  - Медаль «Серп и Молот»
- Орден Ленина, 1951 год
- Орден Красного Знамени
- Орден Отечественной войны I степени, 6 апреля 1985 года[3]
- Орден Красной Звезды, 4 марта 1945 года[4]
- Орден «Знак Почёта», 1957 год
- Медаль «За отвагу», 17 февраля 1945 года[5]
- Медаль «За боевые заслуги», 24 июня 1944 года[6]
- Медаль «За взятие Кенигсберга»
- Медаль «За освоение целинных земель»
- Большая золотая, серебряная и бронзовая медали ВДНХ СССР